# M1938 76mm高射砲
76mm高射砲1938年型（ロシア語：76-мм зенитная пушка образца 1938 года、M1938）とは、第二次世界大戦中にソビエト連邦で使用された高射砲である。

## 概要
M1938はM・N・ロギノフによって設計された。M1931 76mm高射砲の近代化改修型で、砲身に小変更が加えられ、砲架はZU-8と名づけられた二軸四車輪の新型に交換された。これは1939年に開発された52-K 85mm高射砲にも流用されている。砲弾の重量は6.5kg、初速は816m/sで、最高9250mの高度まで砲弾を打ち上げることができた。
ソ連軍は主力高射砲として52-Kを使用することを決定したため、軍に引き渡されたM1938の数は多くない。M1938は大祖国戦争（独ソ戦）の初期に使用され、次第に52-Kに置き換えられていった。
M1938と52-Kは共通した設計を持つため外見が似ているが、52-Kは大型のマズルブレーキを使用していることから両者を判別できる。